# Starsky & Hutch
Starsky & Hutch er en amerikansk action-komedie fra 2004 instrueret af Todd Phillips. Filmen har Ben Stiller og Owen Wilson i hovedrollerne og er baseret på tv-serien Starsky and Hutch fra 1970'erne.

## Handling
Filmen handler om de 2 politibetjente. David Starsky (Ben Stiller) er Bay Citys mest pertenlige politimand. En paragrafrytter af dimensioner, som går alle på nerverne. Kollegaen Ken " Hutch " Hutchinson (Owen Wilson) er hans direkte modsætning – en charmerende "slacker", som tager livet som det kommer. I håb om at få orden på dem begge, gør politichefen dem til partnere. Duoens første opgave er at efterforske et mord. Med hjælp fra den ultracool informant Huggy Bear (Snoop Dogg) er de snart på sporet af en af byens største skurke Reese Feldman (Vince Vaughn). Han planlægger sit livs største kokainhandel – og han har på ingen måde tænkt at lade to politifolk ødelægge handlen for ham.

## Rolleliste (i udvalg)
- Ben Stiller – David Starsky
- Owen Wilson – Ken "Hutch" Hutchinson
- Snoop Dogg – Huggy Bear Brown
- Vince Vaughn – Reese Feldman
- Fred Williamson – Captain Doby
- Juliette Lewis – Kitty
- Jason Bateman – Kevin
- Amy Smart – Holly
- Carmen Electra – Stacey
- Will Ferrell – Big Earl (ikke krediteret)
- George Cheung – Chau
- Chris Penn – Manetti
- Brande Roderick – Heather
- Jeffrey Lorenzo – Willis
- Har Mar Superstar – Dancing Rick
- Patton Oswalt – Disco DJ
- Paul Michael Glaser – Originale Starsky
- David Soul – Originale Hutch